# La Chapelle-du-Châtelard
La Chapelle-du-Châtelard település Franciaországban, Ain megyében. Lakosainak száma 391 fő (2022. január 1.). La Chapelle-du-Châtelard Bouligneux, Marlieux, Romans, Saint-Georges-sur-Renon, Saint-Germain-sur-Renon, Sandrans és Villars-les-Dombes községekkel határos.

## Népesség
A település népességének változása:
| Lakosok száma | 210  | 242  | 247  | 276  | 375  | 383  | 388  | 400  | 397  | 391  |
|               | 1968 | 1982 | 1990 | 2006 | 2013 | 2015 | 2017 | 2019 | 2020 | 2022 |